# Liste der armenisch-katholischen Weihbischöfe im Patriarchat von Kilikien
Die folgenden Personen waren armenisch-katholische Weihbischöfe im Patriarchat von Kilikien
| Name                       | Titularbischof von                  | von                          | bis                              |
| -------------------------- | ----------------------------------- | ---------------------------- | -------------------------------- |
| Avedis Arpiarian           | Anazarbus                           | 20. April 1898 29. Juni 1928 | 27. August 1911 17. Oktober 1931 |
| Hovhannes Zohrabian OFMCap | Acilisene                           | 29. August 1940              | 20. September 1972               |
| Iknadios Botanian          | Colonia in Armenia                  | 24. April 1959               | 4. September 1962                |
| André Bedoglouyan          | Comana Armeniae                     | 24. Juli 1971                | 5. November 1994                 |
| Léonce Tchantayan          | Sabastopolis in Armenia             | 16. Januar 1972              | 13. November 1990                |
| Vartan Achkarian CAM       | Tokat degli Armeni                  | 28. September 1987           | 28. Juli 2012                    |
| Manuel Batakian ICPB       | Caesarea in Cappadocia degli Armeni | 11. November 1994            | 12. September 2005               |
| Jean Teyrouz ICPB          | Melitene degli Armeni               | 27. September 2000           |                                  |
| Kévork Khazoumian          | Marasc degli Armeni                 | 22. Januar 2002              | 15. März 2006                    |